# Diego López V de Haro

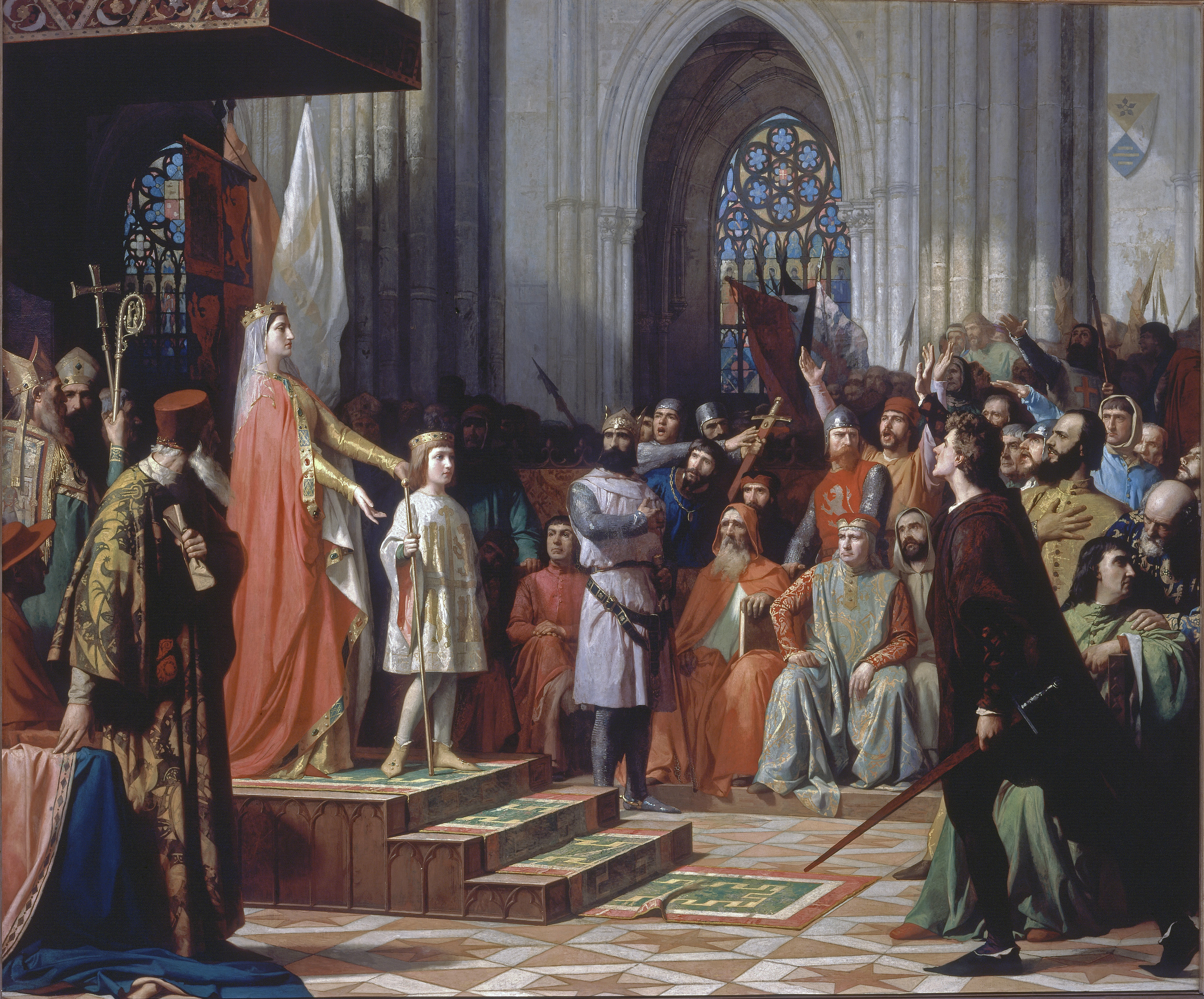
A rainha-mãe Maria de Molina apresenta o seu filho menor às Cortes de Valladolid de 1295; quadro de 1863 de Antonio Gisbert

Diego López V de Haro, alcunhado "O Intruso" (c. 1250 – 1310) foi um nobre castelhano, que além de ser 10.º senhor da Biscaia, desempenhou os cargos de mordomo-mor e alferes do rei Fernando IV de Castela. É considerado fundador da cidade de Bilbau, então pouco mais que uma aldeia de pescadores, pois promoveu-a a villa e porto mercantil isento de tributo real (de passagem), dependente somente da autoridade do Senhorio da Biscaia.

## Família
Era filho de Constança de Béarn e de Diego III López de Haro, a quem sucedeu no Senhorio da Biscaia. Pela parte materna, era neto de Guilherme II de Béarn , visconde de Béarn e da sua esposa Garsenda da Provença. Pela parte paterna, era neto de Lope Díaz , Senhor da Biscaia, e da sua esposa Urraca Afonso de Leão, filha de ilegítima de Afonso IX de Leão.
Foram seus irmãos, entre outros, Lope Díaz III de Haro, senhor da Biscaia, de Sancha Díaz de Haro e de Teresa de Haro, esposa de João Núñez I de Lara, senhor da Casa de Lara.

## Biografia

### Enquanto Fernando IV de Castela era menor de idade (1295-1301)
Desconhece-se a data exata de nascimento, a qual ocorreu provavelmente cerca de 1250. Em 1282 casou com a infanta Violante de Castela e Aragão, filha de Afonso X, o Sábio.
Diego López de Haro apoderou-se do Senhorio da Biscaia, que pertencia a Maria II Díaz de Haro, aproveitando-se dos distúrbios na corte que se seguiram à morte de Sancho IV, devidos em grande parte ao facto de Fernando IV ser menor de idade. Às lutas incessantes com a nobreza castelhana, liderada pelos infantes João de Castela, o de Tarifa, que reclamava o trono do seu irmão Sancho IV, "o Bravo", e pelo infante Henrique de Castela, "o Senador", filho de Fernando III, "o Santo" e tio de Fernando IV, que reclamava a tutoria do rei, somava-se o pleito com os infantes de Lacerda, apoiados por França e Aragão e pela sua avó Violante de Aragão (1236-1300), viúva de Afonso X. As estes juntaram-se problemas com Aragão, Portugal e França, que tentaram aproveitar-se da situação de instabilidadedo reino de Castela e Leão em se próprio benefício. Ao mesmo tempo, Diego López V de Haro, João Núñez II de Lara, Nuno González de Lara e muitos outros semeavam a confusão e a anarquia no reino.
No verão de 1295, nas Cortes de Valladolid de 1295 a posse do Senhorio da Biscaia por Diego López foi confirmada a Diego López foram restituídas as propriedades ao infante João, que momentaneamente aceitou em privado Fernando IV como soberano.
Em 15 de junho de 1300, Diego López V de Haro converteu a aldeia marítima de Bilbau em vila.
Durante as Cortes de Valladolid de 1300, o infante João de Castela, "o de Tarifa", não obstante ter sido proclamado rei de Leão em 1296, renunciou às suas pretensões ao trono e prestou juramento público de fidelidade a Fernando IV e aos seus sucessores a 26 de junho de 1300. Em troca da sua renúncia ao Senhorio da Biscaia, cuja posse foi confirmada a Diego López, María II Díaz de Haro e o seu esposo, o infante João, receberam Mansilla, Paredes de Nava, Medina de Rioseco, Castronuño e Cabreros. Pouco depois, Maria de Molina e os infantes Henrique e João, acompanhados por Diego López, sitiaram Almazán, mas levantaram o cerco por oposição do infante Henrique.

### Durante o reinado de Fernando IV (1301-1310)
Em novembro de 1301, quando se encontrava na corte em Burgos, foi publicada a bula pela qual o papa Bonifácio VIII legitimava o casamento da rainha Maria de Molina com o defunto Sancho IV, e que implicava que os seus filhos passassem a ser legítimos. Ao mesmo tempo, foi declarada a maioridade de Fernando IV, o que retirou a João de Castela e aos infantes de Lacerda um dos seus principais argumentos para reclamarem o trono: a ilegitimidade de Fernando.
O infante Henrique, "o Senador", incomodado pela legitimação de Fernando, aliou-se a João Núñez II de Lara, senhor da Casa de Lara, a fim de provocar e causar desentendimentos entre Fernando e a sua mãe Maria de Molina. João de Castela, que continuava a reclamar o Senhorio da Biscaia em nome da sua esposa, aliou-se a Henrique e João Núñez. Nesse mesmo ano, o infante Henrique, aliado com Diego López de Haro, reclamou ao rei Fernando IV que lhe concedesse a posse das localidades de Atienza e San Esteban de Gormaz em compensação por abandonar o cargo de tutor do rei, depois de ter chantageado previamente a rainha ameaçando declarar guerra ao seu filho  se os seus desejos não fossem satisfeitos.

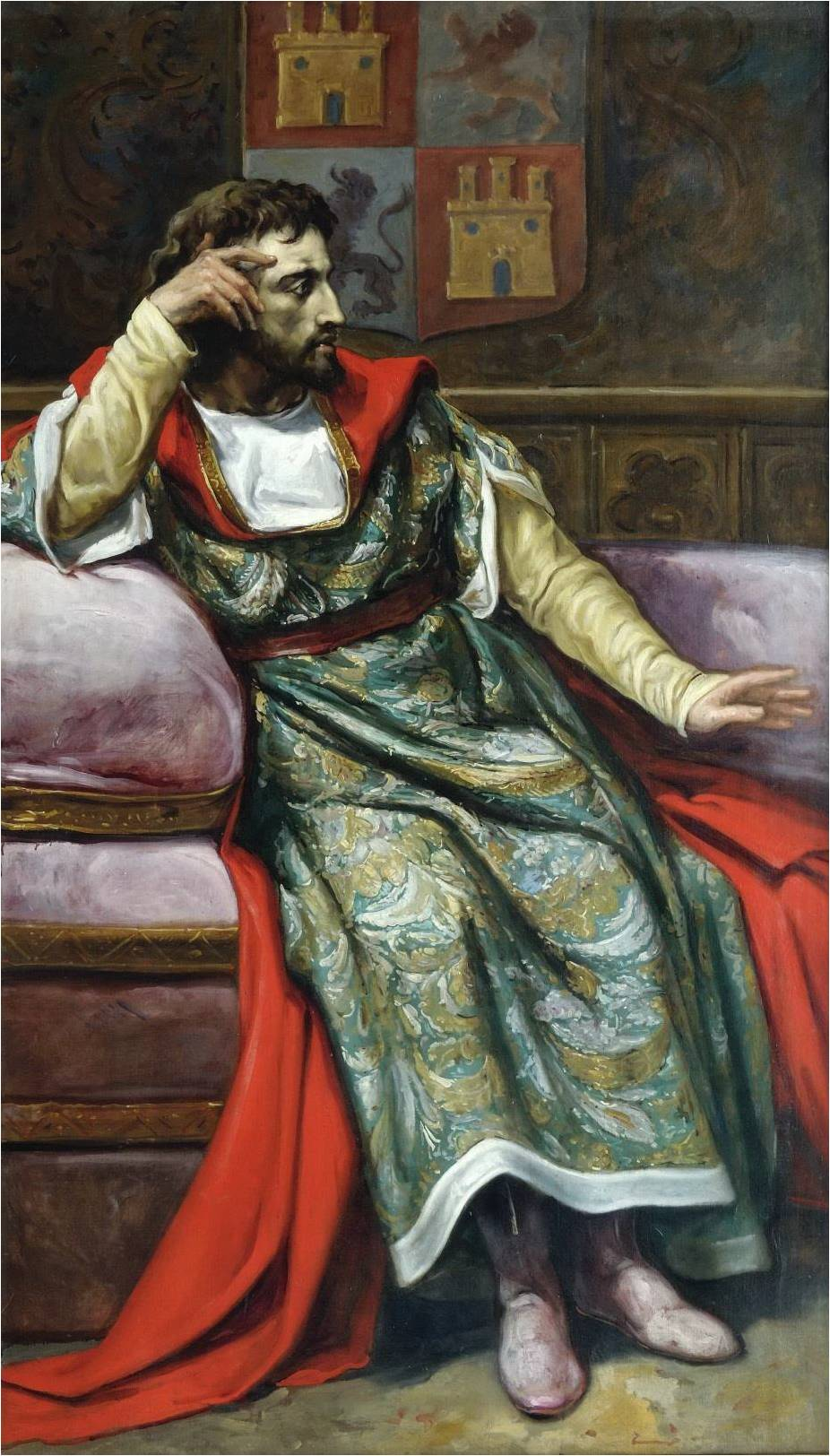
Retrato imaginário de Fernando IV, 1892–1894, José María Rodríguez de Losada

Em 1302 acentuou-se a rivalidade entre Henrique, Maria de Molina e Diego López de Haro por um lado, e o infante João de Castela e João Núñez de Lara por outro. O infante Henrique ameaçou a rainha de declarar guerra a Fernando IV e a ela mesma se não acedesse às suas demandas, enquanto que os outros procuravam eliminar a influêcnia que Maria exercia sobre o seu filho, cuja popularidade começou a descer devido à influência que os ricos-homens exerciam sobre ele. Nos últimos meses e 1302, a rainha, que se encontrava então em Valladolid, viu-se obrigada a aplacar os ricos-homens e aos membros da nobreza em geral, que planeavam levantar-se em armas contra Fernando IV, que passsou o Natal de 1302 no Reino de Leão acompanhado pelo infante João e por João Núñez de Lara.
No início de 1303 havia um encontro previsto entre o rei D. Dinis de Portugal e Fernando IV, confiando este último que o seu primo e rei português lhe devolveria alguns territórios. Pela sua parte, o infante Henrique, Diego López e a rainha Maria de Molina recusaram-se a assistir a tal encontro. O propósito da rainha ao negar-se a assistir era vigiar o infante Henrique e o Senhor da Biscaia, cujas relações com Fernando IV eran tensas devido à amizade entre o jovem monarca e o infante João e João Núñez de Lara. Em maio de 1303 ocorreu o encontro entre os dois reis na cidade de Badajoz. O infante João e João Núñez de Lara predispuseram Fernando IV contra o infante Henrique e o Senhor da Biscaia, ao mesmo tempo que as concessões oferecidas pelo soberano português, que se ofereceu para o ajudar contra o infante Henrique de Castela caso necessário, dececionaram o monarca castelhano.
Enquanto o rei se encontrava em Badajoz, reuniram-se em Roa o infante Henrique, Diego López de Haro e D. João Manuel, acordando enviar João Manuel ao encontro do rei de Aragão. Este concordou em encontrar-se com os três em Ariza magnates no dia de São João Batista. O infante Henrique comunicou os planos a Maria Molina, que se encontrava em Valladolid, com a intenção de que ela se unisse a eles. O plano de Henrique consistia em que Afonso de Lacerda se tornasse o lei de Leão e desposasse a infanta Isabel, filha de Maria Molina, ao passo que o infante Pedro, irmão de Fernando IV seria proclamado rei de Castela e desposaria uma filha de Jaime II de Aragão. Henrique declarou que a sua intenção era alcançar a paz no reino e eliminar a influência do infante João e de João Núñez de Lara.

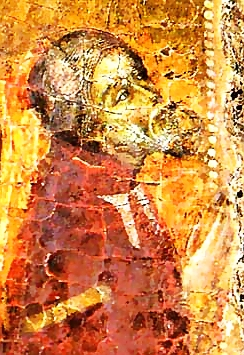
João Manuel de Castela

Esse plano, que teria implicado a desagregação dos territórios do Reino de Castela e Leão, bem como a renúncia ao mesmo por parte de Fernando IV, de forma forçada, foi rechaçado pela rainha Maria de Molina, que se negou apoiar o projeto e a encontrar-se com o soberano aragonês em Ariza. Entretanto Fernando IV suplicava à mãe que acabasse com os conflitos entre ele e os magnates que apoiavam o infante Henrique, os quais voltaram a pedir à rainha que apoiasse o plano do infante, o que ela se negou a fazer. Enquanto decorriam os encontros de Ariza, a rainha recordou ao infante Henrique e aos seus acompanhantes a lealdade que deviam ao seu filho, bem como os grandes privilégios que lhes havia concedido, conseguindo com isso que alguns cavaleiros abandonassem Ariza sem apoiarem o plano de Henrique. Porém, este, D. João Manuel e outros cavaleiros comprometeram-se a fazer guerra a Fernando IV, bem como a que o Reino de Múrcia fosse devolvido a Aragão e o Reino de Jaén a Afonso de Lacerda.
Entretanto, enquanto a rainha reunia os Conselhos e estorvava os propósitos do infante Henrique, este caiu gravemente doente e teve que ser transladado para a sua vila de Roa. Temerosa que devido à doença de Henrique os senhorios e castelos passassem a ser de D. João Manuel e de Lope Díaz de Haro, a rainha, a quem o infante planeava legar as suas possessões no caso de morrer, persuadiu o confessor do infante e os seus acompanhantes a convencerem-no a deixar todos os seus bens à Coroa. No entanto, o infante recusou, pois não queria que os seus bens passassem para as mãoes de Fernando IV. Henrique morreu a 8 de agosto de 1303, sendo sepultado no já desaparecido Mosteiro de São Francisco de Valladolid.
Em novembro de 1303 o rei encontrava-se em Valladolid junto à rainha, e solicitou o seus conselho, pois queria por fim ao pleito levantado pelo infante João de Castela, o de Tarifa, e Diego López V de Haro. A rainha disse-lhe que o ajudaria a resolver o diferendo, ao mesmo tempo que o rei lhe fazia importantes doações, pois as boas relações entre o rei e sua mãe tinham-se restabelecido por completo.

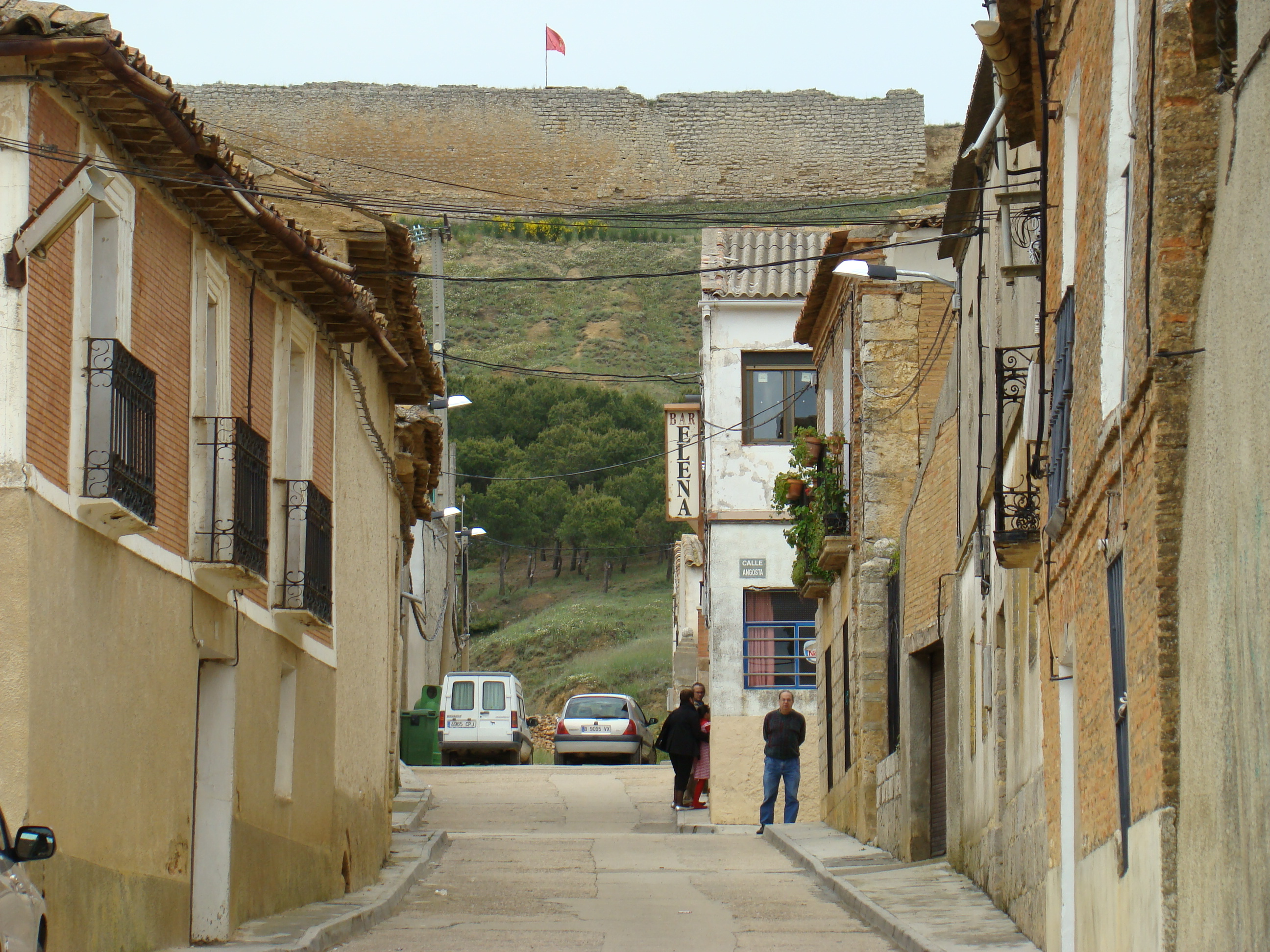
Tordehumos, um feudo disputado por Maria II Díaz de Haro a Diego López

Em janeiro de 1304, encontrando-se o rei em Carrión de los Condes, o infante João reclamou de novo o Senhorio da Biscaia em nome da sua mulher e apoiado por João Núñez de Lara. Num primeiro momento, o rei resolveu que a esposa do infante se conformasse em receber Paredes de Nava e Villalón de Campos como compensação, mas o infante João alegou que a esposa nunca aceitaria por estar em desacordo com os pactos anteriores do seu esposo em relação ao senhorio. O rei propôs então a Diego López V de Haro que entregasse a Maria II Díaz de Haro as vilas de Tordehumos, Íscar e Santa Olalla, além das suas possessões em Cuéllar, Córdova, Múrcia, Valdetorio e o Senhorio de Valdecorneja. Diego López V de Haro conservaria o Senhorio da Biscaia, Orduña, Valmaseda, Las Encartaciones e Durango. O infante aceitou esta oferta, pelo que este mandou chamar Diego de Haro a Carrión de los Condes. Diego não aceitou a proposta do soberano e antes de partir ameaçou revoltar-se.
O rei fez com que a sua mãe se reconciliasse com João Núñez de Lara na mesma altura em que se iniciavam as primeiras movimentações preparatórias da Sentença Arbitral de Torrellas, assinada em 1304, nas quais Diego López V de Haro não participou por estar em conflito com o rei. Este prometeu entregar a João de Castela, o de Tarifa, o Senhorio da Biscaia e a João Núñez de Lara a Bureba e as possessões de Diego López na Rioja, se ambos resolvessem as questões diplomáticas com Aragão a contento do monarca.
Em abril de 1304, o infante João iniciou as negociações com o reino de Aragão, compromentendo-se Fernando IV a aceitar as decisões estabelecidas pelos mediadores dos reinos de Portugal e Aragão, que se reuniriam nos meses seguintes, respeitantes às demandas de Afonso de Lacerda e às suas disputas com Aragão. Ao mesmo tempo, o rei confiscou as terras de Diego López V de Haro e de João Afonso de Haro, senhor de Cameros, e repartiu-as entre os ricos-homens. Apesar disso, ambos os magnates sublevaram-se contra o rei.
Em janeiro de 1305, encontrando-se em Guadalajara o rei, María de Molina, o infante João de Castela, D. João Manuel, João Núñez de Lara o Menor, Diego López V de Haro e João Afonso de Haro, Fernando IV solicitou de novo a Diego López que devolvesse o Senhorio da Biscaia a Maria II Díaz de Haro e João Afonso de Haro, mas o pedido não foi aceite por Diego.

### Conflitos pela possessão do Senhorio da Biscaia
Em 1305 Diego López V de Haro foi chamado a ir às Cortes de Medina del Campo que se celebraram esse ano, mas só compareceu depois de ser chamado várias vezes, para responder às demandas de Maria II Díaz de Haro, que reclamava a posse do Senhoria da Biscaia, valendo-se da influência do seu esposo, o infante João.
Ante a ausência do Senhor da Biscaia, o o infante João interpôs uma demanda contra ele a Fernando IV, compromentendo-se a provar que o Senhorio da Biscaia tinha sido ocupado ilegalmente por Sancho IV, o Bravo, razão pela qual era de Diego López V de Haro, tio de Maria II Díaz de Haro. Porém, enquanto o infante João apresentava as provas aos representantes do rei, apareceu Diego López V de Haro, acompanhado por trezentos cavaleiros. O Senhor da Biscaia negou-se a renunciar ao seu senhorio, argumentando que o infante e a sua esposa haviam renunciado ao mesmo mediante um juramento solene prestado em 1300.
Ao não conseguir alcançar um acordo devido aos argumentos apresentados por ambas as partes, Diego López V de Haro retornou ao seus senhorio, apesar das cortes não terem ainda terminado, que duraram até meados de junho de 1305. Em meados desse ano, encontrando-se a corte na cidade de Burgos, enquanto Diego López V de Haro se propunha apelar ao papa, devido ao juramento solene de renúncia ao senhorio feito pelo infante João e sua esposa em 1300, o rei ofereceu aquela a posse de várias cidades do Senhorio da Biscaia, entre elas San Sebastián, Salvatierra, Fuenterrabía e Guipúscoa; apesar das pressões do infante, a oferta foi recusada por Maria, seguindo os conselhos de João Núñez de Lara, que se encontrava de relações cortadas com o marido. Pouco depois, o infante João e Diego López assinaram uma trégua, válida por dois anos, durante os quais o rei confiava que Diego López rompesse a sua aliança com João Núñez de Lara. Posteriormente, durante o Natal de 1305, Fernando IV encontrou-se com Diego López em Valladolid, comparecendo este ao encontro acompanhado de João Núñez de Lara, a quem o rei fez abandonar a cidade, pois estava de relações cortadas com ele e desejava que o senhor da Biscaia rompesse a sua aliança com João Núñez. Esta aliança não seria quebrada, pois Diego López estava convencido que o infante João não cederia nas suas reclamações.
No início de 1306, Lope Díaz de Haro, filho e herdeiro de Diego López, estava de relações cortadas com João Núñez de Lara e tentava persuadir o seu pai a aceitar a solução proposta pelo rei. Nesse mesmo ano, o rei deu o cargo de mordomo-mor a Lope Díaz, encontrando-se o pai deste com o rei pouco depois. Ao encontro compareceu também João Núñez de Lara, o Menor, apesar do mal-estar que isso causou ao monarca. Durante a entrevista, Diego López tentou reconciliar João Núñez de Lara com o soberano, enquanto que este último tentava que o seu interlocutor rompesse as suas relações quem defendia. Persuadido por João Núñez de Lara, o senhor da Biscaia partiu sem despedir-se do rei, ao mesmo tempo que chegavam embaixadores vindos do reino de França, solicitando uma aliança entre ambos os países, e pedindo a mão da infanta Isabel de Castela, irmã de Fernando IV.
Em abril de 1306 o infante João, apesar da oposição da rainha Maria de Molina, convenceu o rei a declarar guerra a João Núñez de Lara, ciente que Diego López o defenderia, aconselhou o soberano que sitiasse Aranda de Duero e reuniu-se com Diego López e com o filho deste, tendo acordado em fazer a guerra ao ei Fernando IV separadamente, cada um em seu território. As hostes do rei exigiram concessões ao monarca, que as concedeu apesar de que não se mostravam diligentes em fazer a guerra, pelo que o soberano ordenou ao infante João que entabulasse negociações com Diego López V de Haro e os seus partidários, ao que o infante João acedeu, pois os seus vassalos tampouco se mostravam partidários da guerra.

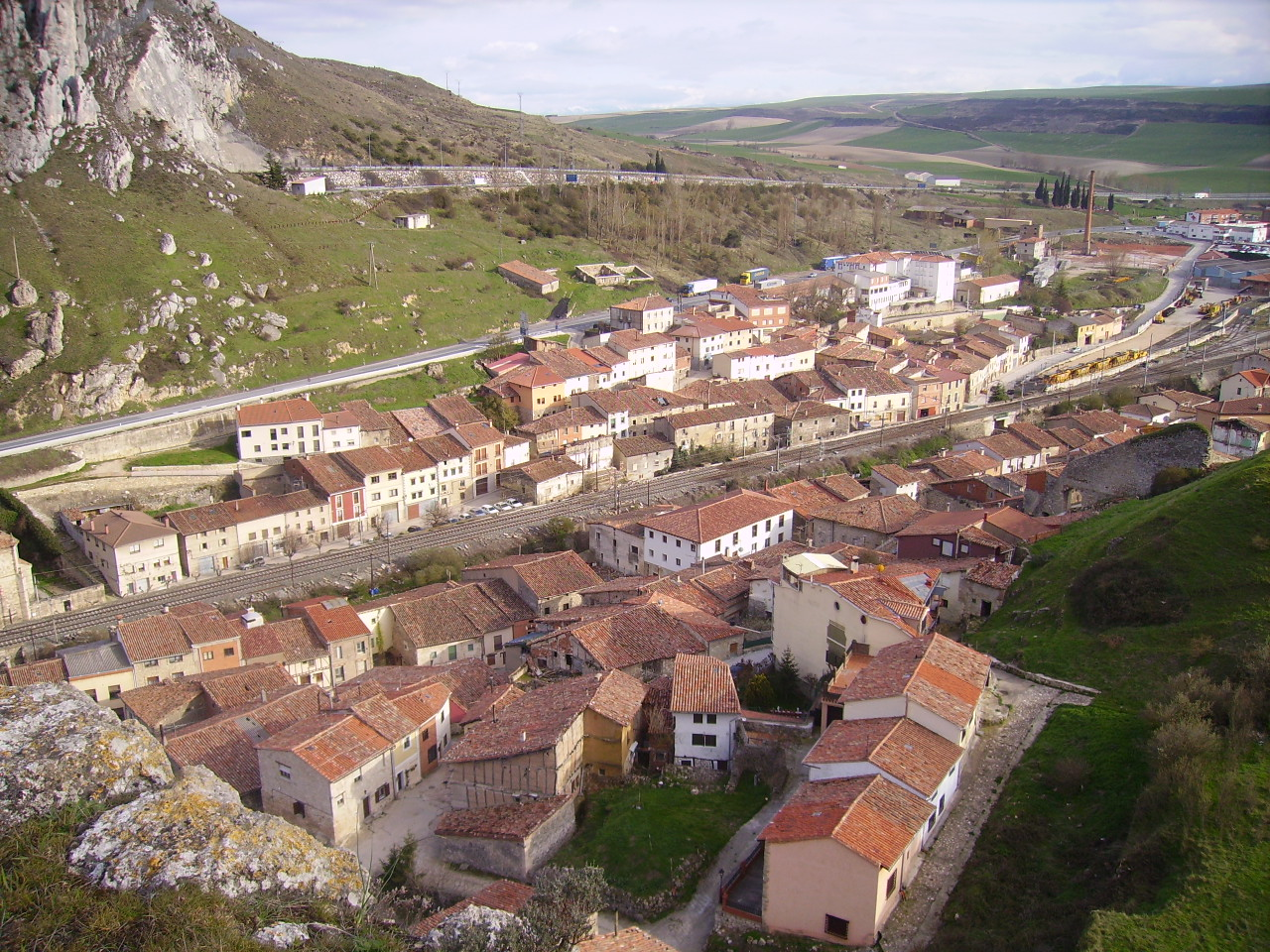
Pancorbo

As negociações não chegaram a iniciar-se e a guerra continuou, apesar do infante João aconselhar o rei a assinar a paz se esta fosse viável. O soberano solicitou a intervenção de sua mãe, que depois das negociações mantidas com os rebeldes através de Alonso Pérez de Guzmán, logrou que os três magnates se reunissem com ela em Pancorbo  e nessa reunião concedessem castelos com reféns ao rei, ao qual deveriam render-se, conservando as suas propriedades, comprometendo-se o monarca a a abonar-lhes os seus soldos. O acordo não satisfez o infante João, que voltou a reclamar ao rei a posse da Biscaia, em nome da sua esposa. Tentando satisfazê-lo, Fernando IV retira a merindade da Galiza ao seu irmão, o infante Filipe de Castela, para a conceder a Diego García de Toledo, privado do infante João.
Desejoso de agradar ao seu tio, o infante João, Fernando IV enviou Alonso Pérez de Guzmán e João Núñez de Lara, o Menor a parlamentar com Diego López V de Haro, que se negou a ceder o Senhoria da Biscaia ao infante e à esposa deste. Quando o infante João teve conhecimento disso, convocou D. João Manuel e os seus vassalos para que apoiassem as suas pretensões, ao mesmo tempo que o rei e a rainha Maria de Molina parlamentavam com João Núñez para que persuadisse o Senhor da Biscaia a devolver o senhorio. Em setembro de 1306 o rei entrevistou-se com Diego López em Burgos. O soberano propôs-lhe que enquanto vivesse poderia conservar a propriedade do Senhorio da Biscaia mas que após a sua morte ele seria entregue a Maria II Díaz de Haro, à exceção dos municípios de Orduña e Valmaseda, que seriam entregues ao seu filho Lope Díaz de Haro, que também receberia Miranda e Villalba de Losa das mãos do rei. A proposta não foi aceite por Diego López. Pouco depois, Diego López voltou a apelar ao Papa.
No início de 1307, enquanto o rei, a rainha Maria de Molina e o infante João se dirigiam a Valladolid, tiveram conhecimento que o Papa Clemente V reconhecia a validade do juramento prestado pelo infante João e pela sua esposa em 1300 pelo qual renunciavam ao Senhorio da Biscaia, pelo que o infante devia respeitá-lo ou responder ao pleito entreposto contra ele pelo senhor da Biscaia. Em fevereiro de 1307, tentou-se novamente resolver a disputa com a proposta do ano anterior. Diego recusou-se novamente a aceitar e pouco depois foram convocadas cortes para a cidade de Valladolid.
Nas cortes de Valladolid de 1307, Maria de Molina, apercebendo-se que os ricos homens, encabeçados pelo infante João, protestavam contra as medidas adotadas pelos privados do rei, tentou colocar um fim à disputa pelo Senhorio da Biscaia, para agradar ao infante. Para isso, a rainha contou com a colaboração da sua meia-irmã Joana Alfonso de Molina, que persuadiu a sua filha Maria II Díaz de Haro a aceitar o acordo proposto pelo rei em fevereiro desse mesmo ano. Diego López V de Haro e o seu filho Lope Díaz de Haro acabaram por aceitar a proposta que tinham recusado anteriormente.
O acordo alcançado a respeito da possessão do do Senhorio da Biscaia, João Núñez de Lara o Menor, Senhor de Lara, sentiu-se menosprezado pelo rei e pela mãe deste, pelo que se retirou das cortes antes destas terem terminado. Devido a isso, o rei concedeu o título de mordomo-mor a Diego López V de Haro o que provocou o abandono da corte do infante João, que advertiu o rei que não contaria com a sua ajuda até que os alcaides dos castelos de Diego López rendessem homenagem à sua esposa, Maria II Díaz de Haro. Não obstante, pouco depois reuniram-se em Lerma, onde se encontrava Maria e Lope Díaz de Haro, acordando que prestassem homenagem na Biscaia a Maria ao mesmo que tempo que se fazia o mesmo nos castelos que concedidos a Lope.
Em 1307, por conselho do infante João e de Diego López V de Haro, então já reconciliados, o rei ordenou a João Núñez de Lara o Menor que abandonasse o reino de Castela e Leão e devolvesse os castelos de Moya e Cañete, situados na província de Cuenca, a ele concedidos pelo rei no passado. O rei foi a Palência, onde se encontrava a sua mãe, que o aconselhou a mostrar-se inflexível para manter o respeito dos ricos-homens e da nobreza em geral, uma vez que tinha expulso João Núñez. O rei dirigiu-se então a Tordehumos, onde se encontrava o magnate rebelde, e cercou a vila nos finais de outubro de 1307, acompanhado por numerosos ricos-homens com as suas tropas, e também pelas tropas do mestre da Ordem de Santiago, a que se juntariam pouco depois o infante João, recuperado de uma doença, e o seu filho, Alfonso de Valência, com as suas mesnadas (tropas).

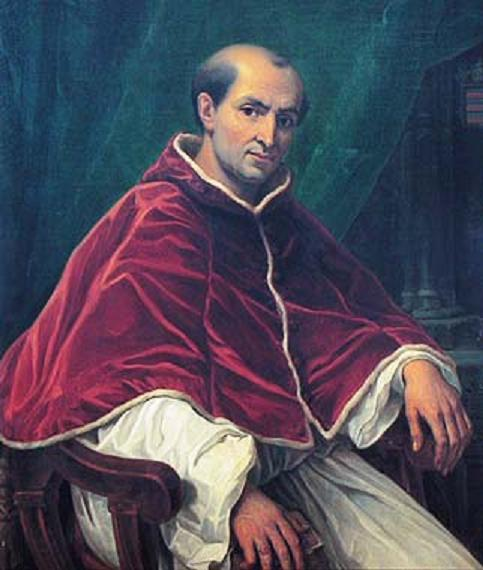
Papa Clemente V

Quando o rei estava no cerco de Tordehumos, recebeu a ordem do papa Clemente V de apoderar-se dos castelos e possessões da Ordem do Templo, que devia conservar em seu poder até que o pontífice dispusesse o que havia de fazer-se com eles. Ao mesmo tempo, o infante João apresentou ao rei uma proposta de paz, procedente dos sitiados em Tordehumos, que Fernando IV não aceitou. Durante o assédio, o rei, vendo-se em dificuldades para pagar as suas tropas, enviou a sua esposa e a filha recém-nascida, a infanta Leonor de Castela junto do seu sogro, o rei de Portugal, D. Dinis, para que solicitassem um empréstimo em seu nome.
Ao mesmo tempo, o infante João, ressentido, aconselhou o monarca a abandonar o cerco e disse-lhe que ele o terminaria, ou então tomaria Íscar ou então iria a Tarazona em vez do rei ao encontro marcado  entre este e o rei de Aragão. No entanto, receoso do infante seu tio, o rei não atendeu as suas propostas e procurou contentá-lo por outros meios.
Por causa das deserções de alguns ricos-homens, entre eles Alfonso de Valencia, filho do infante João, Rodrigo Álvarez de las Asturias e García Fernández de Villamayor, e também devido à doença da rainha-mãe, que não podia aconselhá-lo, o rei decidiu pactuar com Juan Núñez de Lara o Menor a rendição deste último. Depois de Tordehumos se ter rendido, no início de 1308, Juan Núñez de Lara comprometeu-se a entregar todas as suas terras ao rei, exceto as que tinha em La Bureba e na Rioja, em posse de Diego López V de Haro ao mesmo tempo que se rendia ao rei, que assinou o acordo nas costas da rainha-mãe, então gravemente doente.
Terminado o cerco de Tordehumos, numerosos magnates e cavaleiros tentar inimizar o rei com Juan Núñez de Lara o Menor e com o infante João, dizendo a cada um deles em separado que o rei desejava a morte de ambos, pelo que os dois se aliaram, apesar de não contarem com o apoio de Diego López V. No entanto, foram persuadidos por Maria de Molina de que o rei não lhes queria mal algum, o que lhes foi depois confirmado pelo próprio rei. Apesar disso, o infante João e os seus acompanhantes solicitaram a apresentação das suas petições à rainha e ao rei, o que foi aceite pelo soberano.
As reclamações foram apresentadas pelos demandantes em Vistas de Grijota e pediam ao rei que concedesse a merindade da Galiza a Rodrigo Álvarez de las Asturias e a merindade de Castela a Fernán Ruiz de Saldaña, além da expulsão da corte dos privados do rei Sancho Sánchez de Velasco, Diego García, y Fernán Gómez de Toledo. Os pedidos foram aceites pelo monarca.
Nas cortes de Madrid de 1309, as primeiras celebradas na atual capital espanhola, o rei manifestou o seu desejo de ir à guerra contra o Reino de Granada e pediu fundos para poder fazer a guerra. Nessas cortes estiveram presentes, além o rei Fernando IV, a sua esposa, a rainha-mãe, os infantes Pedro, Filipe e João, João Manuel, João Núñez de Lara o Menor, Diego López V de Haro, Afonso de Molina, irmão da rainha Maria de Molina, o arcebispo de Toledo, os mestres das ordens militares de Santiago e de Calatrava, os representantes das cidade e concelhos, além de outros nobres e prelados. As cortes aprovaram a concessão de cinco serviços destinados a pagar os soldos dos ricos-homens e fidalgos.

### Conquista de Gibraltar e cerco de Algeciras (1309)

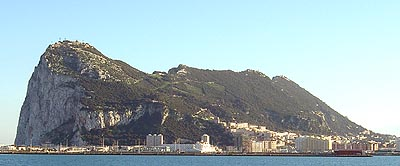
Rochedo de Gibraltar

Nesta campanha militar intervieram o infante João de Castela, o de Tarifa, Dom João Manuel, Diego López V de Haro, João Núñez de Lara, Alonso Pérez de Guzmán, Fernán Ruiz de Saldaña e outros magnates e ricos-homens castelhanos. Também tomaram parte no empreendimento as milícias concelhias de Salamanca, Segóvia, Sevilha e de outras cidades. D. Dinis, rei de Portugal e sogro de Fernando IV de Castela, enviou um contingente de 700 cavaleiros comandados por Martim Gil de Sousa, alferes d'El Rei; Jaime II de Aragão participou na expedição contra Algeciras com 10 galés. O papa Clemente V, mediante a bula "Prioribus, decanis", emitida em 29 de abril de 1309 na cidade de Avinhão, concedeu a Fernando IV a décima parte de todas as rendas eclesiásticas dos seus reinos durante três anos, a fim de contribuir para o financiamento da guerra contra o Reino Nacérida de Granada.

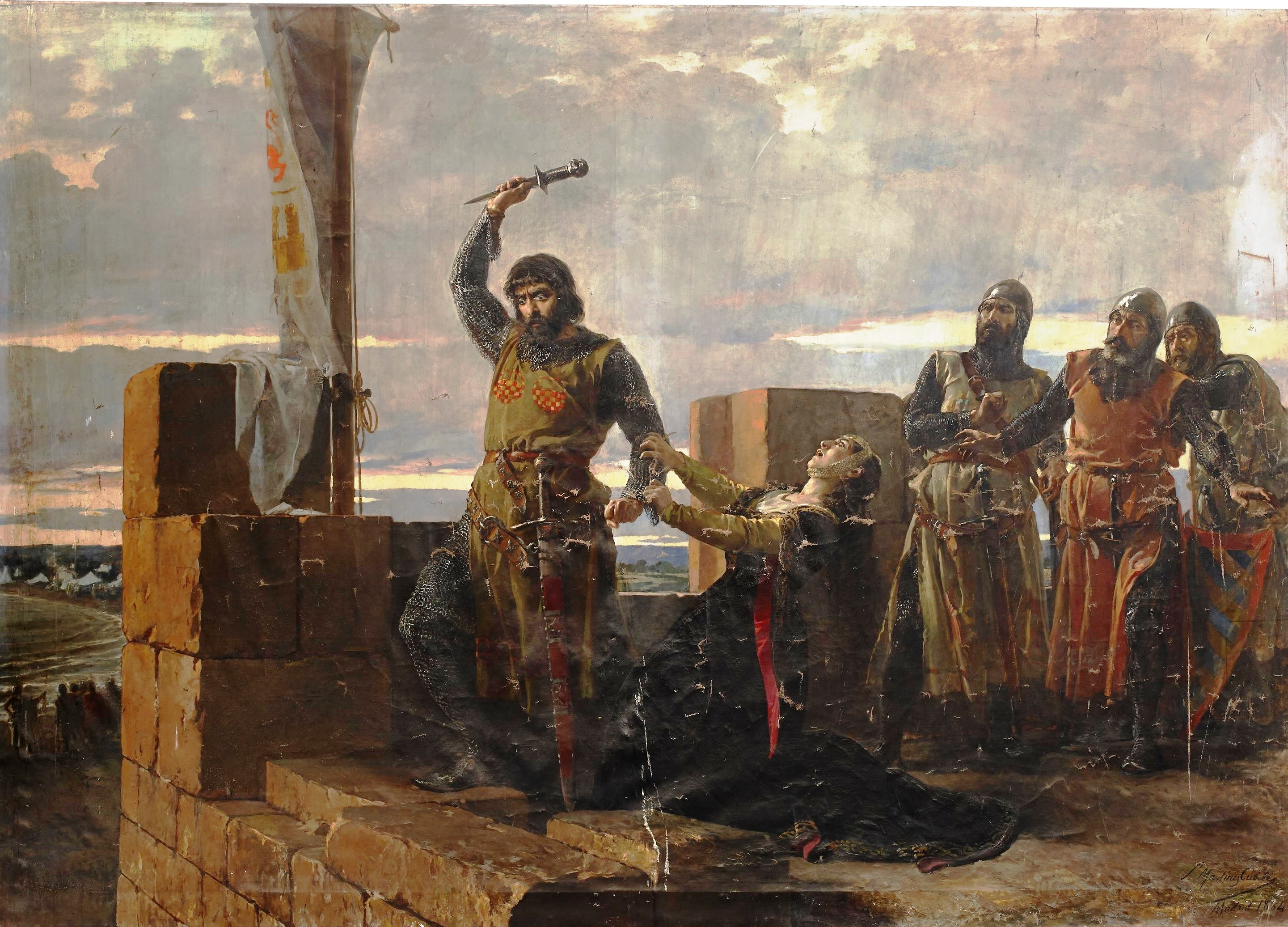
Alonso Pérez de Guzmán, aqui representado no castelo de Tarifa

Partindo de Toledo, Fernando IV dirigiu-se a Córdova, onde os emissários do rei de Aragão lhe anunciaram que Jaime II estava disposto a começar o cerco de Almeria. Na cidade de Córdova, o rei Fernando discutiu de novo o plano da campanha, pois o seu irmão o infante Pedro, o seu tio o infante João de Castela, o de Tarifa, D. João Manuel e Diego López V de Haro, entre outros, opunham-se ao plano de cercar Algeciras, já que todos eles preferiam saquear e devastar a Veiga de Granada através de uma série de ataques sucessivos que desmoralizariam os muçulmanos granadinos. Não obstante, a vontade de Fernando IV prevaleceu e as tropas castelhano-leonesas prepararam-se para sitiar Algeciras. Os últimos preparativos da campanha foram realizados em Sevilha, onde Fernando IV chegou nos primeiros dias de julho de 1309. Os víveres e abastecimentos acumulados em Sevilha pelo exército castelhano-leonês foram transportados pelo rio Guadalquivir e posteriormente por mar até Algeciras.
No dia 27 de julho de 1309, uma parte do exército castelhano-leonês encontrava-se diante das muralhas de Algeciras e três dias depois, em 30 de julho, chegaram o rei Fernando IV e o seu tio, o o infante João de Castela, o de Tarifa, acompanhados por numerosos ricos-homens. Por sua vez, o rei Jaime II de Aragão deu início ao cerco de Almeria em 15 de agosto, que se prolongaria até 26 de janeiro de 1310. Enquanto Algeciras permanecia sitiada pelas tropas cristãs, a cidade de Gibraltar capitulou ante as tropas de Fernando IV em 12 de setembro, deppois de um breve mas duro assédio.

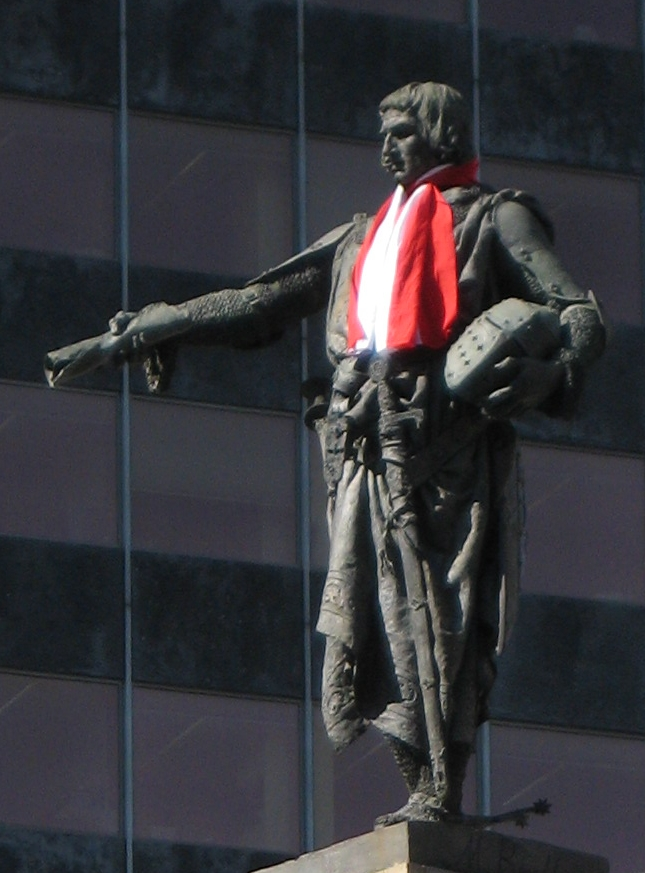
Outra perspetiva da estátua de Diego López V de Haro em Bilbau, com uma pano com as cores da cidade

Em meados de outubro de 1309, o infante João de Castela, o de Tarifa, o seu filho Afonso de Valência, Dom João Manuel e Fernando Ruiz de Saldaña desertaram e abandonaram o acampamento cristão montado em frente a Algeciras, sendo acompanhados na fuga por mais 500 cavaleiros. Essa ação, motivada pelo facto de Fernando IV lhes dever dinheiro realtivo aos seus soldos, provocou a indignação das cortes europeias e o protesto de Jaime II de Aragão, que tentou persuadir, sem sucesso, os desertores a regressarem a Algeciras. Apesar de tudo, o rei Fernando IV, que contava com o apoio do seu irmão, o infante Pedro, de João Núñez de Lara e de Diego López V de Haro, persistiu  na sua tentativa de apoderar-se de Algeciras.
A escassez de meios no acampamento cristão chegou a ser tão alarmante que Fernando IV se viu obrigado a empenhar as joias e coroas da sua esposa, a rainha Constança de Portugal, a fim de pagar os soldos dos cavaleiros e das tripulações das galés. Pouco depois chegaram ao acampamento cristão as tropas do infante Filipe de Castela, irmão de Fernando IV, e as do arcebispo de Santiago de Compostela, que chegou acompanhado por 400 cavaleiros e numerosos peões. Em finais de 1309, Diego López V de Haro adoeceu gravemente em consequência de um ataque de gota, a que se somou a morte de Alonso Pérez de Guzmán, um temporal de chuvas que inundou o acampamento cristão e as deserções dos infantes João de Castela e João Manuel. Não obstante, apesar das adversidades, Fernando IV persistiu até ao último momento no seu objetivo de tomar Algeciras.
Em janeiro de 1310, Fernando IV decidiu negociar com os granadinos, que he tinham enviado um emissário ao acampamento cristão, o arráez (líder) de Andarax. Foi alcançado um acordo, no qual se estipulava que em toca de levantar o assédio de Algeciras Fernando IV receberia Quesada e Bedmar, além de 50 000 dobras de ouro; o cerco foi levantado em finais de janeiro.

## Morte
Diego López V de Haro morreu em janeiro de 1310, durante o cerco a Algeciras e María Díaz de Haro, esposa do infante João, tomou posse do senhoria da Biscaia. Seguidamente, o infante João de Castela, o de Tarida, devolveu ao rei as vilas de Paredes de Nava, Cabreros, Medina de Rioseco, Castronuño e Mansilla. O corpo de Diego López V de Haro foi levado para Burgos, onde foi sepultado no desaparecido mosteiro de São Francisco, no qual tinha sido previamente enterrada a sua esposa, a infanta Violante.

## Casamentos e descendência
Diego López V de Haro e a sua esposa, a infanta Violante de Castela e Aragão, foram pais de:
- Lope Díaz de Haro (1285–1322) — senhor de Orduña e Valmaseda, alferes do rei Fernando IV, morreu sem deixar descendência.
- Fernando Díaz de Haro – senhor Orduña e Valmaseda após a morte do irmão, em 1315 casou com Maria de Portugal e Manuel.
- Pedro López de Haro — morreu em criança.
- María Díaz de Haro – senhora de Tordehumos, casou com João Núñez II de Lara, senhor de Lara e  Albarracín.